# ICF syndrome
Pour les articles homonymes, voir ICF.
Le ICF syndrome (ICF est le sigle anglais de Immunodeficiency, Centromeric region instability, Facial anomalies, soit en français immuno-déficience combinée (I), instabilité de l'hétérochromatine paracentromérique (C) et dysmorphie faciale (F)) se caractérisant par une immunodéficience et des réarrangements caractéristiques au voisinage des centromères des chromosomes 1 et 16, et parfois 9.
Les autres signes de cette pathologie probablement sous évaluée comprennent une dysmorphie faciale (une mauvaise disposition des éléments constitutifs du visage), une hypotrophie à la naissance (le nouveau-né présente un petit poids par rapport à l'ensemble des nouveau-nés), des troubles de la croissance et un retard psychomoteur (difficulté de l'apprentissage des mouvements et de son maintien postural). Le taux sérique des immunoglobulines IgG, IgM, IgE, et/ou IgA sont bas bien que les immunoglobulines atteintes sont variables. Les infections récurrentes sont très fréquentes et commencent dès la jeune enfance.
Cette maladie est liée à une hypométhylation limitée de l'ADN et est souvent causée par des mutations de l'un des gènes codant une ADN méthyltransférase dont la plus fréquente est le DNMT3B.
Un diagnostic prénatal est possible. Cependant en raison de la grande variabilité des mutations rencontrées, un parent affecté au premier degré par cette pathologie devrait avoir les deux allèles connus (c’est-à-dire les mutations des deux parents soient connues) pour permettre le diagnostic.
Le traitement consiste en des injections intraveineuses régulières d'immunoglobulines.

## Sources
- (en) Melanie Ehrlich, Kelly Jackson, Corry Weemaes « Immunodeficiency, centromeric region instability, facial anomalies syndrome » in Orphanet Journal of Rare Diseases 2006, 1:2  DOI 10.1186/1750-1172-1-2